# Guekhuní Txtitxian
Guekhuní Hovhannessí Txitxian (armeni: Գեղունի Հովհաննեսի Չթչյան; rus: Гегуни Оганесовна Читчян Guekhuní Oganéssovna Txtitxian; nascuda el 30 d'agost de 1929) és una compositora armènia.

## Biografia
Guekhuní Txitxian va publicar la seva primera composició als deu anys. Primer va assistir a l'escola de música Kara-Murza a la seva ciutat natal i després es va especialitzar en piano i composició a la classe de superdotats de l'Escola de Música Txaikovski d'Erevan. De 1947 a 1953 va estudiar composició amb Grigor Ieguiazarian al Conservatori Estatal d'Erevan. El seu quartet de corda, creat el 1951 mentre estudiava, va ser elogiat per Dmitri Xostakóvitx.
Des de 1953 va ensenyar a l'Escola de Música Konstantín Saràdjev i va treballar com a professora i compositora de música. El 1955 va ser acceptada com a membre de l'Associació de Compositors de la Unió Soviètica i de l'Associació de Compositors Armènis.Les seves obres van obtenir molts premis; entre d'altres, amb la seva obra orquestral d'un sol moviment Здравствуй, утро! (Hola matí!), l'„esperit jove“ del qual va convèncer el jurat al voltant d'Aram Khatxaturian, el primer premi el 1968 al Concurs de Tota la Unió celebrat a Moscou. La sèrie d'aquests èxits va continuar, i en total va ser premiada en prop de 20 competicions.
Des de 1971 va fer classes al Conservatori d'Erevan. El 1980 se li va concedir el títol d'artista honorada. El 1982 fou nomenada professora ajudant al conservatori, i el 1990 va convertir-se en professora titular. A continuació van arribar altres premis, com ara la medalla Moisès de Khorèn el 2009 i el títol d'Artista del Poble de la República d'Armènia el 2011. Les composicions de Txitxian han estat interpretades a tot el món, entre d'altres llocs a Polònia, Bulgària, Líban, Síria, Gran Bretanya, França, Suïssa, Canadà i els Estats Units. El 2014 es va celebrar un concert d'homenatge amb l'Orquestra Filharmònica d'Armènia a Erevan, en el seu 85è aniversari, i concerts a Vanadzor i a la seva ciutat natal Gyumri en el seu norantè aniversari el 2019.

## Creativitat
Guekhuní Txitxian ha escrit obres orquestrals, incloent obres simfòniques, concerts, obertures i suites, així com obres de cor, cambra, piano i altres músiques vocals, sobretot cançons i romances, a més de música per a teatre i per a nens.
Els seus cicles vocals processen textos principalment de la literatura armènia, entre d'altres de Silva Kaputikian, Hovhannès Xiraz, Ieguixe Txarents i Paruir Sevak. [1] Estilísticament combina influències de la música popular armènia i harmonies modals amb tècniques compositives del modernisme primerenc, especialment amb elements del neoclassicisme, el neoromanticisme i l'impressionisme musical. A més, va desenvolupar la tècnica d'acords en moviment paral·lel segons la tradició d'Aram Khatxaturian i va utilitzar, per exemple en el concert de violí, una harmonia basada en quarts. La musicòloga Susanna Amatuni va publicar una completa monografia sobre la vida i l'obra de Guekhuní Txitxian el 2003.

## Discografia
Les composicions de Tschittschjan eren sovint gravades en suports de so. Una panoràmica de l'època soviètica enumera un total de 14 àlbums des del 1957 fins al 1985. Fins i tot després de 1990, es van fer nombrosos enregistraments, entre d'altres el seu cicle de piano Baix relleu armeni és a enregistraments de Haik Melikian (2011, Baby) i Sofia Melikian (2019, IBS).

## Obres (selecció)

### Obres instrumentals
- Quartet de corda, 1951
- Sonate per a violoncel i piano, 1952
- Children's Suite per a orquestra, 1956
- Ballet Suite per a orquestra, 1957
- Ieritasardakan (joventut) per a orquestra, 1960
- 7 Pictures for Children per a orquestra, 1964
- Children's Pictures per a piano, 1966
- Bari luis! (Здравствуй, утро!, Hola, matí!) per a orquestra, 1967
- Pieces per a trompeta i piano, 1970
- Suite per a conjunt de violí, 1970
- Haokakan khorakandakner (Baixos relleus armenis) per a piano, 1972
- Ensembles per a piano a quatre man, 1976
- Violinkonzert, 1976
- Pieces per a trompeta i piano, 1977
- 2 Pieces per a quintet de vent, 1977
- Sonate per a trompeta i piano, 1979
- Pieces per a ud, xvi, qanun, 1981–1985
- Vardavar (Dawn) per a piano a quatre mans,, 1982
- Sonate per a violoncel,, 1983
- Klavierkonzert (Youthful), 1984
- Sonate per a viola i piano, 1986
- Sonatine per a piano, 1987
- Kammersinfonie (In memoriam Aram Khatxaturian) per a orquestra de corda, 1988
- Quintett per a 4 flautes i flauta solista, 1989
- Ein Album für Kinder per a piano, 1990
- Sonate per a ud i piano, 1990
- Armenian Sketch per a trompeta i piano, 2001
- Humoresque per a trompeta i piano, 2001
- Sonate per a clarinet i piano, 2006
- Burlesco per a fagot i piano, 2007
- Lace per a flauta i piano, 2007
- Noveletta per a fagot i piano, 2007

### Obres vocals
- Im Haiastan (La meva Armènia), Cantata (Text: G. Sarian, M. Markaraian), 1959
- Konzert per a veu i orquestra, 1963
- Haireni karer (Native Stones), Suite (de: Silva Kaputikian), 1966
- Tarva ieganakner (Les estacions), Cantata (Text: S. Kharazian, P. Mikaelian, Sarmen), 1972
- Anhait zimvore (El soldat desconegut) poema-epitafi (Text: S. Muradian), 1975
- Dzon Hairenikin (Una oda a la llar) (Text: Muradian), 1976
- Aixnan terev (Una fulla de tardor) (Text: Ts. Xogents), 1977
- Haiots dzare (L'arbre d'Armènia), Poema (Text: Muradian), 1980
- Три молитвы (Tres oracions), 2000

### Cicles vocals
- 5 cançons (Text: Hovhannès Xiraz), 1955
- 5 cançons (Text: Ieguixe Txarents), 1957
- Siro ierguer (Cançons d'amor), cicle de cançons (Text: S. Kaputikian), 1961
- 5 cançons (Text: Paruir Sevak), 1964
- Eier Isahakiantis (Isahakian Verses), cicle de cançons (Text: A. Isahakian), 1975
- Yerku shshuk (2 Whispers), cicle de cançons (Text: V. Davtian), 1979
- The Mountain Declined (Text: A. Saghian), 1981
- 4 cançons (Text: S. Safarian), 1993
- Surb hogi (The Sacred Soul), cicle de cançons (Text: Nerses Pozapalian), 1995